# Schema (calcio)

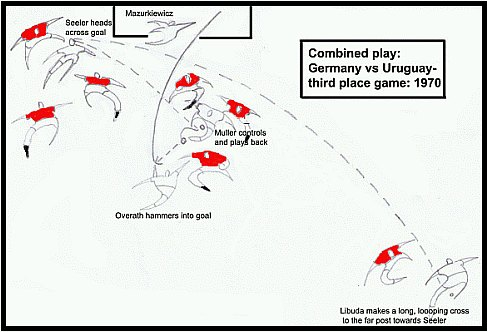
Schema dell'azione offensiva che portò al gol del tedesco Wolfgang Overath nella sfida tra e (1-0), finale per il 3º posto del.

Lo schema è, nel calcio, una tattica o strategia da applicare nel corso della partita.

## Definizione
Gli schemi che una squadra adotta sono collegati al modulo con cui questa scende in campo, ma possono anche dipendere dalle caratteristiche dei giocatori.
L'allenatore - che ha studiato tali strategie oppure ne è l'ideatore - trasmette ai calciatori i concetti con cui applicare lo schema.

## Tipologia
Gli schemi sono strettamente correlati all'impostazione tattica della squadra; per esempio, se si applica una strategia offensiva, la rosa sarà composta - in prevalenza - di attaccanti.

### Fase di non possesso
- Diagonale
- Contenimento
- Pressing
- Attuazione del fuorigioco
- Difesa a zona
- Difesa a uomo
- Catenaccio

### Fase di possesso
- Gioco sulle fasce (ali)
- Contropiede
- Melina
- Tiki-taka